# Edmond Enée
Edmond Enée, né le 9 juillet 1915 à Lepuix (aujourd'hui Lepuix-Neuf) dans le territoire de Belfort et mort le 29 septembre 2003 à Toulouse, est un footballeur et entraîneur français de football.
Une rue porte son nom à Châtenois-les-Forges.

## Carrière
Il est connu comme entraîneur du Toulouse FC de 1946 à 1952. Avec ce club, il mène cinq exercices en D1, et un en D2.